# 다카오산
다카오산(일본어: 高尾山,たかおさん)은 도쿄도 하치오지시에 있는 산이다. 높이는 표고 599m이다. 평야가 대부분인 도쿄 주변에서 가까운 산이며, 교통도 편리하기 때문에 많은 등산객이 찾는다. 다카오 산은 그 주변지역을 포함하여 〈메이지 모리다카오 국정공원〉으로 지정되어, 취사 및 동식물 포획행위 등이 금지되어 있다. 불교 사찰인 다카오산 야쿠오인(薬王院)이 위치하고 있다.

## 교통
- 다카오산구치 역 - 게이오 전철 다카오 선